# Pleuronectidae
Pleuronectidae è una famiglia di pesci piatti appartenenti all'ordine Pleuronectiformes.

## Descrizione

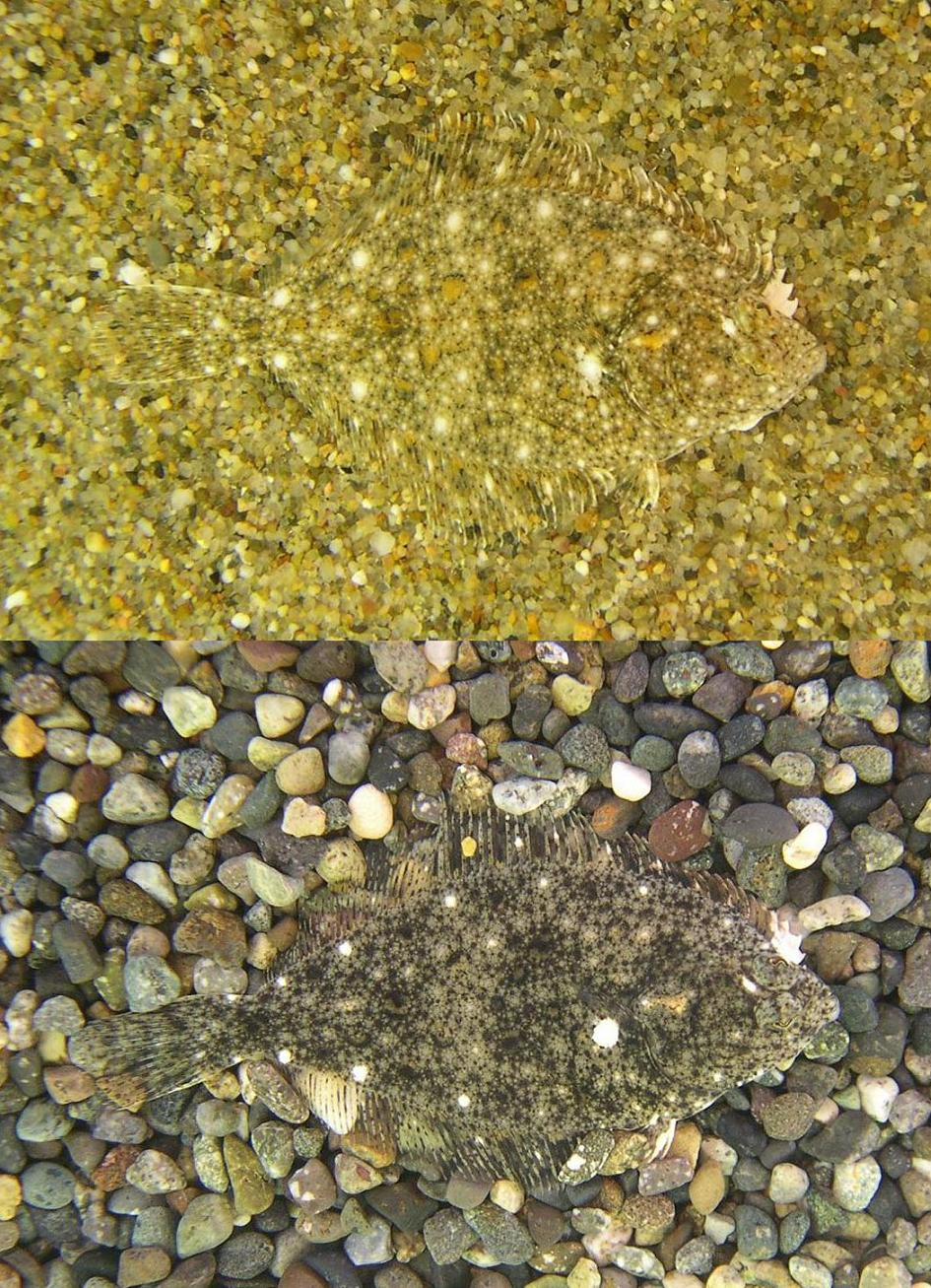
Kareius bicoloratus e le sue grandi abilità mimetiche

Il nome scientifico di questa famiglia deriva dalle parole greche pleura (lato) e nekton (nuotare), cioè "nuotatori su un lato", dovuto alla particolare conformazione fisica di questi pesci, che nuotano, cacciano e si mimetizzano appoggiandosi sempre sul lato sinistro del corpo. A causa di questa postura, durante lo sviluppo larvale l'occhio sinistro si sposta, migrando a fianco di quello destro, per evitare di essere abraso dal contatto con il fondo.
Visto dall'alto, il corpo è ovaloide, piatto, con bocca e occhi sporgenti. Le pinne pettorali e ventrali sono piccole, l'anale inizia subito dopo l'ano e arriva al peduncolo caudale. La pinna dorsale si estende dalla testa alla coda. La pinna caudale è grande.
Il fianco destro è bruno, con capacità di cambiare colore (in alcune specie) per mimetizzarsi meglio con il fondo circostante. Quello sinistro è chiaro e uniforme.
Il modo di nuotare è tipico: dorsale e anale ondeggiano, la coda dà qualche colpo, e il corpo si sposta orizzontalmente, a volte lasciando deboli tracce sulla sabbia.
Le dimensioni variano da poche decine di centimetri a 2,5 metri. Sono pesci molto longevi; l'Halibut può raggiungere i 50 anni di età.

## Distribuzione e habitat
I Pleuronectidi sono diffusi sui fondali dei tre oceani e del Mare Artico; occasionalmente si spingono anche in acque salmastre e dolci.

## Pesca
Molte specie sono oggetto di pesca intensiva perché fonte di cibo per l'uomo. Le tecniche di pesca utilizzate comprendono quasi sempre l'uso di reti a strascico, come la tartana o, se il fondale lo consente, il rapido. Molto conosciuti e apprezzati per le delicate carni magre sono l'Halibut, la passera di mare e alcune sogliole.

## Tassonomia

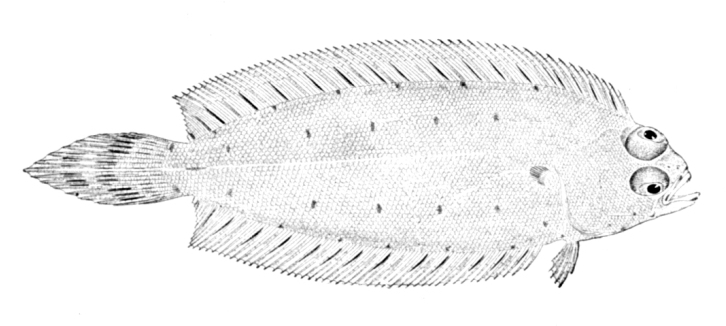
Glyptocephalus cynoglossus

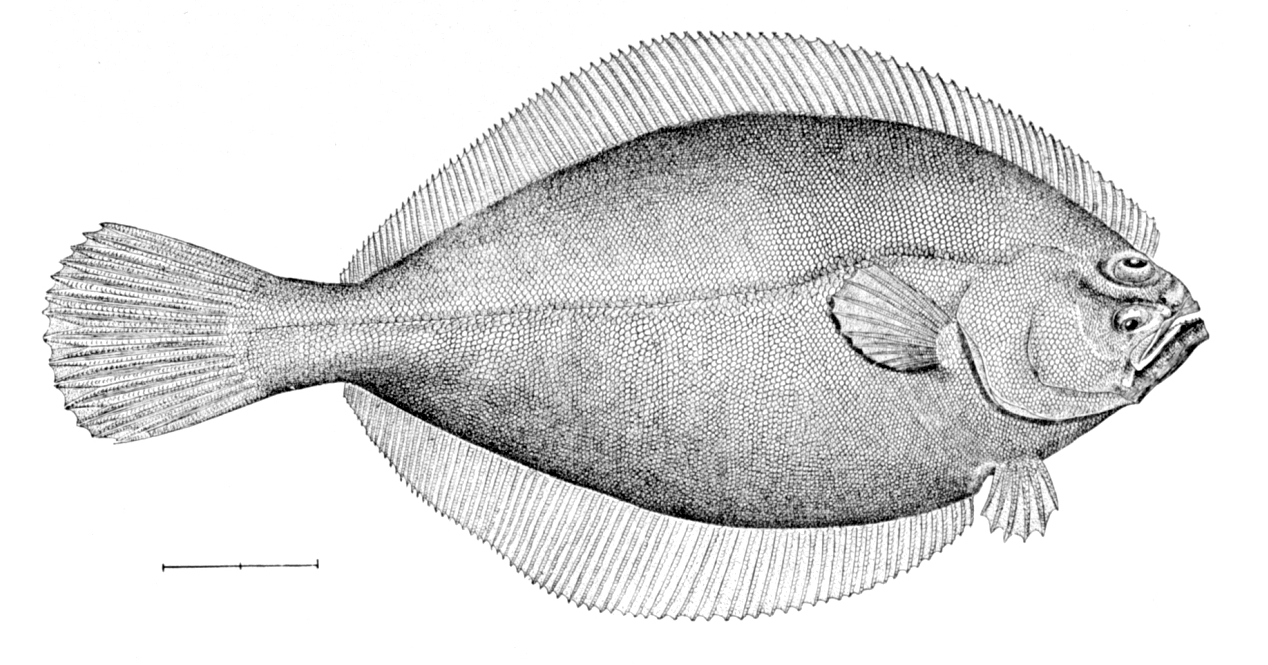
Hippoglossoides platessoides

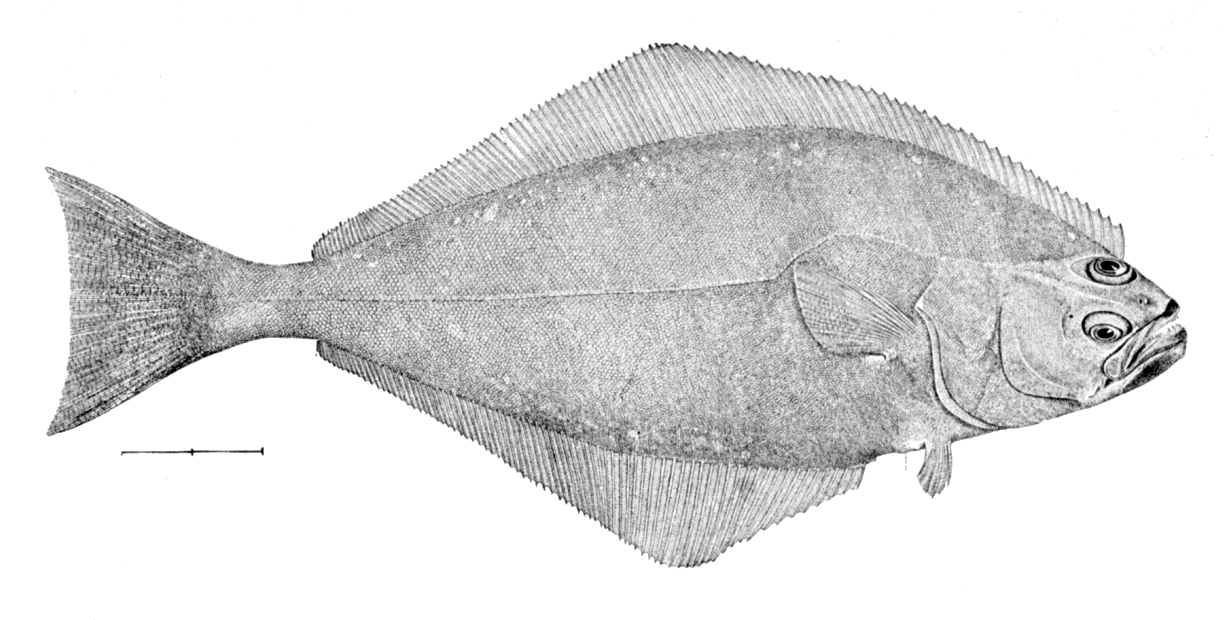
Hippoglossus hippoglossus

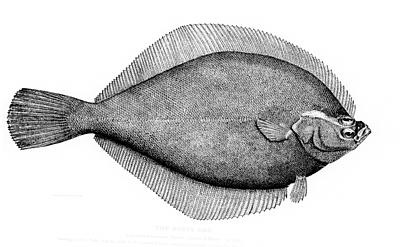
Limanda ferruginea

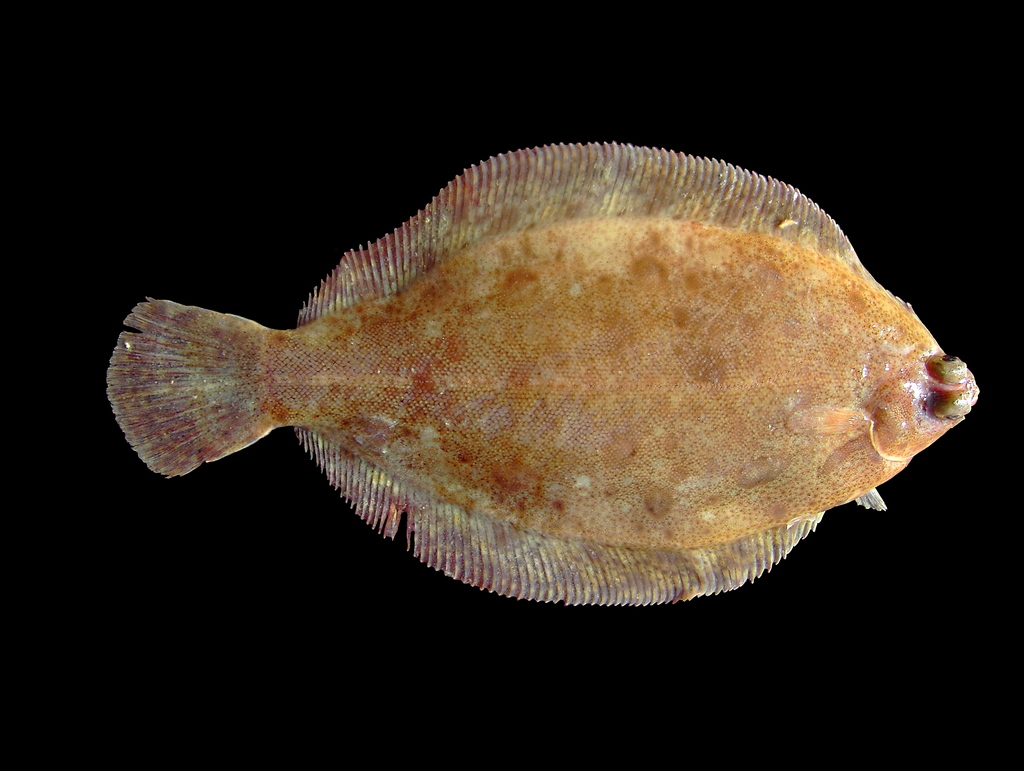
Microstomus kitt

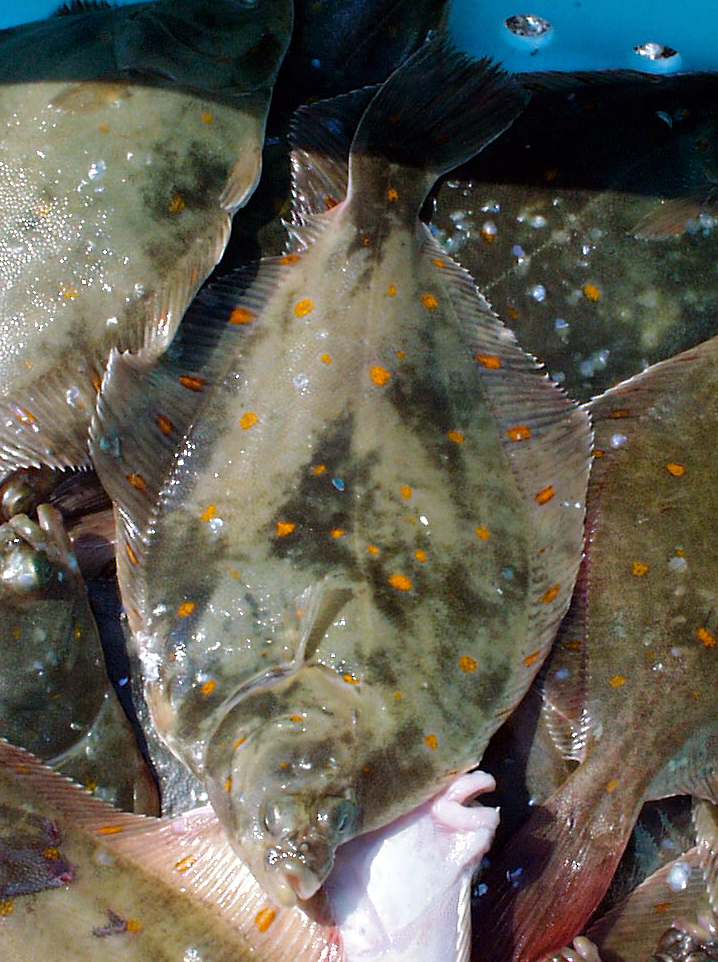
Pleuronectes platessa

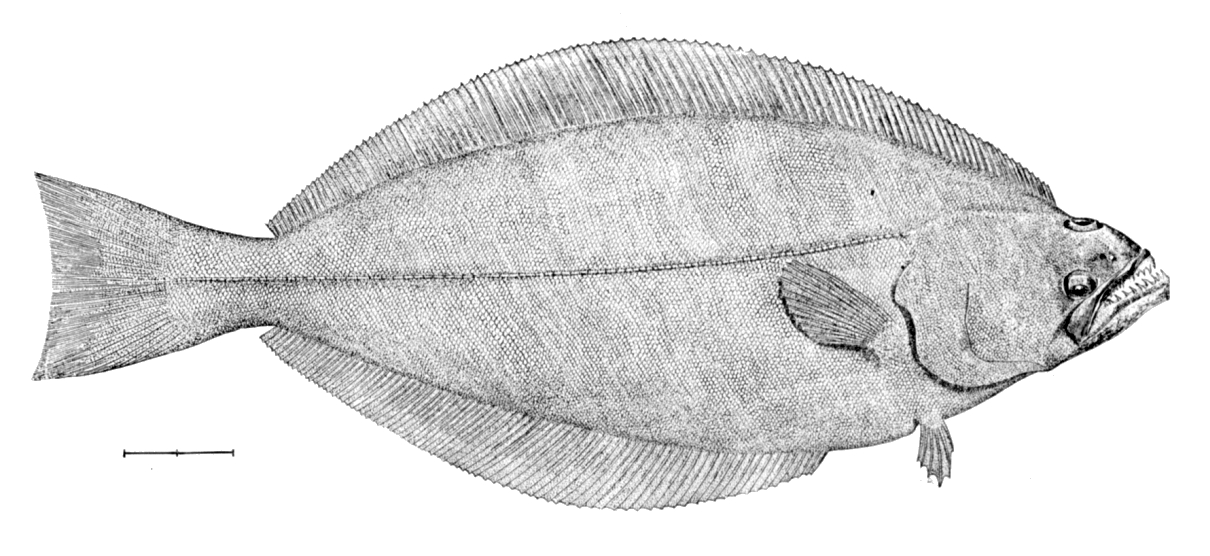
Reinhardtius hippoglossoides

La famiglia comprende un gran numero di specie suddivise in cinque sottofamiglie:
- Sottofamiglia Eopsettinae
  - Genere Eopsetta Jordan & Goss in Jordan, 1885
    - Eopsetta grigorjewi (Herzenstein, 1890)
    - Eopsetta jordani (Lockington, 1879)
- Sottofamiglia Hippoglossinae
  - Genere Clidoderma Bleeker, 1862
    - Clidoderma asperrimum (Temminck & Schlegel, 1846)

  - Genere Hippoglossus Cuvier, 1816
    - Hippoglossus hippoglossus (Linnaeus, 1758)
    - Hippoglossus stenolepis Schmidt, 1904

  - Genere Reinhardtius Gill, 1861
    - Reinhardtius evermanni (Jordan & Starks, 1904) -- Kamchatka flounder
    - Reinhardtius hippoglossoides (Walbaum, 1792)
    - Reinhardtius stomias (Jordan & Gilbert, 1880)

  - Genere Verasper Jordan & Gilbert in Jordan & Evermann, 1898
    - Verasper moseri Jordan & Gilbert, 1898
    - Verasper variegatus (Temminck & Schlegel, 1846)
- Sottofamiglia Hippoglossoidinae
  - Genere Acanthopsetta Schmidt, 1904
    - Acanthopsetta nadeshnyi Schmidt, 1904

  - Genere Cleisthenes Jordan & Starks, 1904
    - Cleisthenes herzensteini (Schmidt, 1904)
    - Cleisthenes pinetorum Jordan & Starks, 1904

  - Genere Hippoglossoides Gottsche, 1835
    - Hippoglossoides dubius Schmidt, 1904
    - Hippoglossoides elassodon Jordan & Gilbert, 1880
    - Hippoglossoides platessoides (Fabricius, 1780)
    - Hippoglossoides robustus Gill & Townsend, 1897
- Sottofamiglia Lyopsettinae
  - Genere Lyopsetta Jordan & Goss in Jordan, 1885
    - Lyopsetta exilis (Jordan & Gilbert, 1880)
- Sottofamiglia Pleuronectinae
  - Tribù Isopsettini Cooper, 1996
    - Genere Isopsetta Lockington in Jordan & Gilbert, 1883
      - Isopsetta isolepis (Lockington, 1880)

  - Tribù Microstomini Cooper, 1996
    - Genere Dexistes Jordan & Starks, 1904
      - Dexistes rikuzenius Jordan & Starks, 1904

    - Genere Glyptocephalus Gottsche, 1835 (syn. Errex Jordan|1919; Tanakius Hubbs|1918)
      - Glyptocephalus cynoglossus (Linnaeus, 1758)
      - Glyptocephalus kitaharai (Jordan & Starks, 1904)
      - Glyptocephalus stelleri (Schmidt, 1904)
      - Glyptocephalus zachirus Lockington, 1879

    - Genere Lepidopsetta Gill, 1862
      - Lepidopsetta bilineata (Ayres, 1855)
      - Lepidopsetta mochigarei Snyder, 1911
      - Lepidopsetta polyxystra Orr & Matarese, 2000

    - Genere Microstomus Gottsche, 1835 /syn. Cynicoglossus Bonaparte|1837; Embassichthys Jordan & Evermann|1896; Veraequa Jordan & Starks|1904)
      - Microstomus achne (Jordan & Starks, 1904)
      - Microstomus bathybius (Gilbert, 1890)
      - Microstomus kitt (Walbaum, 1792)
      - Microstomus pacificus (Lockington, 1879)
      - Microstomus shuntovi Borets, 1983

    - Genere Pleuronichthys Girard, 1854 (syn. Hypsopsetta Gill|1862)
      - Pleuronichthys coenosus Girard, 1854
      - Pleuronichthys cornutus (Temminck & Schlegel, 1846)
      - Pleuronichthys decurrens Jordan & Gilbert, 1881
      - Pleuronichthys guttulatus Girard, 1856
      - Pleuronichthys ocellatus Starks & Thompson, 1910
      - Pleuronichthys ritteri Starks & Morris, 1907
      - Pleuronichthys verticalis Jordan & Gilbert, 1880

  - Tribù Pleuronectini
    - Genere Limanda Gottsche, 1835
      - Limanda aspera (Pallas, 1814)
      - Limanda ferruginea (Storer, 1839)
      - Limanda limanda (Linnaeus, 1758)
      - Limanda proboscidea Gilbert, 1896
      - Limanda punctatissimus (Steindachner, 1879)
      - Limanda sakhalinensis Hubbs, 1915

    - Genere Parophrys Günther, 1854
      - Parophrys vetulus Girard, 1854

    - Genere Platichthys Girard, 1854
      - Platichthys bicoloratus (Basilewsky, 1855)
      - Platichthys flesus (Linnaeus, 1758)
      - Platichthys stellatus (Pallas, 1788)

    - Genere Pleuronectes Linnaeus, 1758
      - Pleuronectes glacialis Pallas, 1776
      - Pleuronectes pinnifasciatus Kner in Steindachner & Kner, 1870
      - Pleuronectes platessa Linnaeus, 1758
      - Pleuronectes putnami (Gill, 1864)
      - Pleuronectes quadrituberculatus Pallas, 1814

    - Genere Pseudopleuronectes Bleeker, 1862
      - Pseudopleuronectes americanus (Gill, 1864)
      - Pseudopleuronectes herzensteini (Schmidt, 1904)
      - Pseudopleuronectes obscurus (Herzenstein, 1890)
      - Pseudopleuronectes schrenki (Schmidt, 1904)
      - Pseudopleuronectes yokohamae (Günther, 1877)

  - Tribù Psettichthyini Cooper, 1996
    - Genere Psettichthys Girard, 1854
      - Psettichthys melanostictus Girard, 1854